# Конкорд (авион)
Конкорд (фр. Concorde) је суперсонични путнички авион и други тип авиона ове намене на свету који је ушао саобраћај, после руског Тупољева 144. Повучен је из саобраћаја 2003. године, након 27 година службе.

## Развој и карактеристике
Настао је као плод сарадње Француске и Уједињеног Краљевства, односно компанија Аероспецијал (Aérospatiale) и БАК (BAC). Први авион је полетео 2. марта 1969. из Тулуза. У комерцијални саобраћај је ушао 21. јануара 1976. године. Произведено је укупно 4 прототипа и само 16 серијских примерака.
Овај тип авиона су у својој флоти имале само две компаније, Ер Франс и Бритиш ервејз. Разлог за то се углавном може приписати томе што је суперсонично комерцијално летење једноставно прескупо да би било исплативо тако да је Конкорд углавном био популаран међу богатима, онима који су то могли себи да приуште. Такође конкорд није био исплатив јер је била потребна велика количина горива да би се кретао 2200 km/h. За лет од Лондона до Њујорка конкорд је трошио 75 тона горива, што је довољно за лет од Лос Анђелеса до Бризбејна. Међутим запрепашћује и информација да је само током рулања на аеродрому трошио чак 2 тоне горива. Просечна брзина којом се конкорд кретао је била скоро два пута већа од брзине звука од 2180 km/h. Такође, специфично за суперсоничне авионе, Конкорд је летео на висини од 60.000 стопа или 18.300 метара.

## Несрећа и повлачење
Једина несрећа овог типа авиона била је 25. јула 2000. године када се Ер Франсов авион приликом полетања са аеродрома Шарл де Гол у Паризу запалио и срушио на оближњи хотел. Узрок несреће је био комад метала на писти који је отпао од авиона који је претходно полетео. Метал је пробушио гуме на авиону, а парчићи гума су пробушили резервоаре из којих је процурило гориво и запалило се.
Авион је повучен из саобраћаја 24. октобра 2003. године због поскупљења горива, пошто је Конкорд трошио доста горива, као и због превише скупих карата и великог загађивача животне средине. Последњи лет је био одржан 26. новембра исте године.

## Галерија
- Последњи лет конкорда 26. новембар 2003.
- Конкорд 001, 2. март 1969.